# Hamburg-Eißendorf
Eißendorf ist ein Stadtteil von Hamburg im Bezirk Harburg.

## Geografie

### Geografische Lage

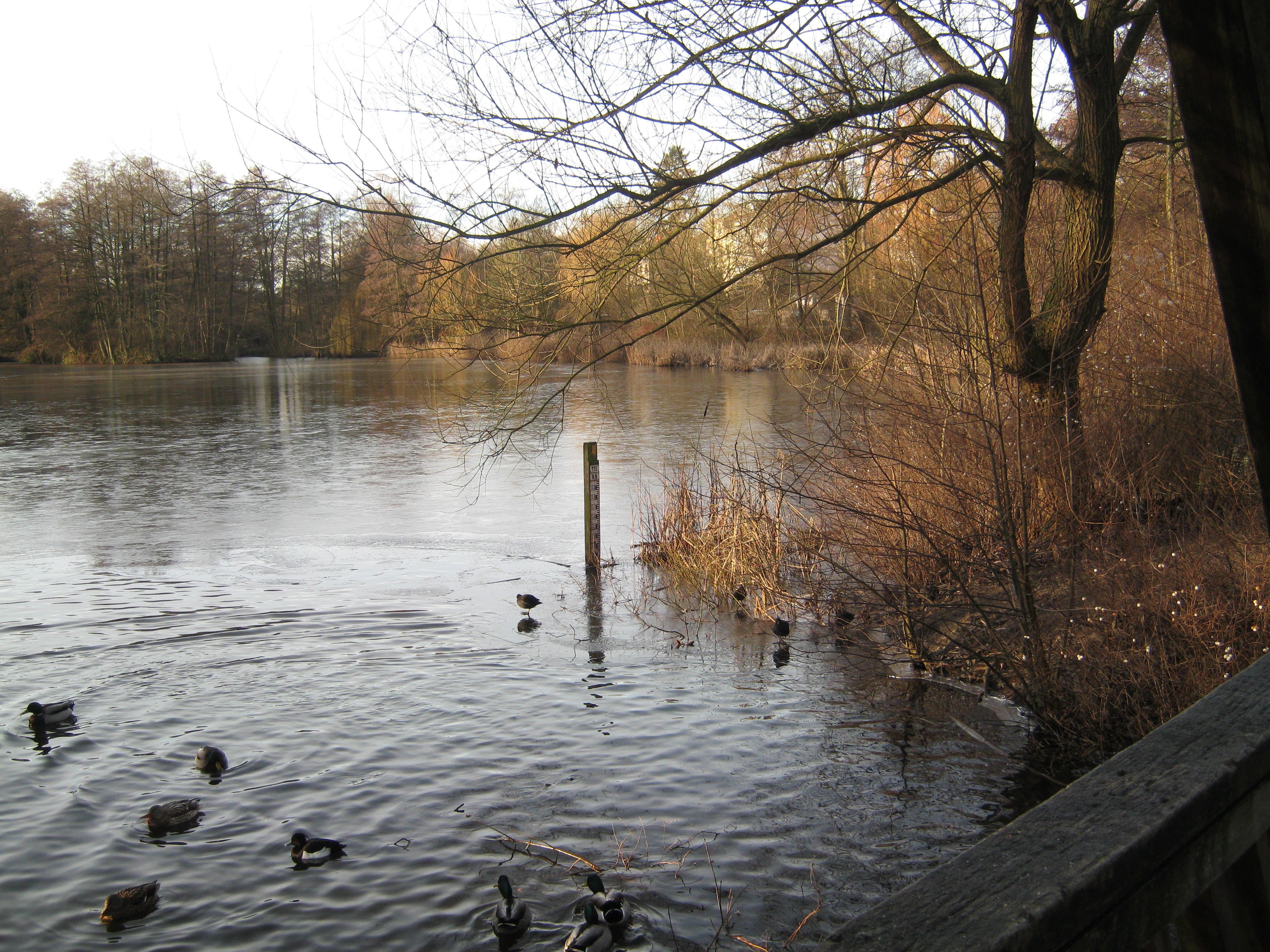
Das Göhlbachtal

Eißendorf ist heute primär geprägt durch die Eißendorfer Straße (im weiteren Verlauf Ehestorfer Weg), welche vom Harburger Zentrum bis zum Stadtrand auf einem Hügelrücken zwischen zwei Tälern verläuft. Der ursprüngliche Ortskern befindet sich im südöstlich gelegenen Göhlbachtal. Die Nordflanke der Harburger Berge macht Eißendorf mit zu einem der hügeligsten Stadtteile Hamburgs.
Während die Eißendorfer Straße und anliegende Straßen eine dichte Bebauung aufweisen – zum Harburger Zentrum hin mehrgeschossige Wohnungen, zum Stadtrand Reihen- und Einzelhäuser – ist das Göhlbachtal ganz anders beschaffen: Zum Zentrum hin öffnet sich das Tal in Form eines Parks; dort befinden sich ein Kleingartengebiet und vereinzelt freie Ackerflächen. Im Bereich des alten Ortskerns befinden sich noch historische Gebäude, teilweise mit Fachwerk. Weiter südlich besteht eine dichte Bebauung mit Einzel-, Reihen- und mehrgeschossigen Wohnhäusern.
Das südwestliche Eißendorf ist durch den Staatsforst Eißendorfer Forst und Eißendorfer Sunder geprägt.

### Nachbarorte
Im Nordosten grenzt Eißendorf an den Stadtteil Harburg mit dem Zentrum des Bezirkes. Im Osten bildet der Marmstorfer Weg entlang des Harburger Stadtparkes die Grenze zu Wilstorf. Im Süden und Osten ist Eißendorf durch eine lange Grenze entlang von Heino-Marx-Weg, Bremer Straße und etwa der A 261 mit Marmstorf und seinen Ortsteilen Appelbüttel und Lürade verbunden. Der Staatsforst grenzt im Süden und Südwesten an die Landesgrenze. Hier schließt sich die niedersächsische Gemeinde Rosengarten im Landkreis Harburg an. Im Norden und Nordwesten bilden schließlich die Denickestraße, Goldene Wiege und Ehestorfer Weg in etwa die Grenze zum Stadtteil
Heimfeld.

## Geschichte
Eißendorf wurde 1332/1333 erstmals geschichtlich erwähnt. Im Jahr 1450 hieß die Siedlung noch Eytzen-dorpe. Dieser Name geht vermutlich auf einen der ersten Siedler des Haufendorfes zurück und wird mit das Dorf des Eizo übersetzt. Über Jahrhunderte gehörte der Ort zum Kirchspiel Sinstorf. 1811 wurden alle Einwohner des Dorfes von den französischen Besatzern unter Napoleon zum Bau einer Heerstraße (Harburg-Bremen-Wesel) herangezogen, der Bremer Chaussee (seit 1856 Bremer Straße). 1813/1814 hat Eißendorf nochmals unter den Besatzern zu leiden und fällt mehrfachen Bränden zum Opfer. 1892 wird der Neue Friedhof als Ersatz für den überfüllten Alten Harburger Friedhof angelegt. 1900 hielten die Folgen der Industrialisierung Einzug in Eißendorf. Bauernhöfe wurden aufgegeben, die Bebauung der Eißendorfer Straße begann. 1904 wird eine eigene Kirchengemeinde gegründet und 1906 die Lutherkirche geweiht. 1910 wurde Eißendorf aus dem Landkreis Harburg in die Stadt Harburg/Elbe (Stadtkreis) eingemeindet und galt nun als Stadterweiterungsgebiet, dessen Bebauung mit Großwohnsiedlungen jedoch erst in den 1920er und 1930er Jahren, als aus Harburg die Großstadt Harburg-Wilhelmsburg wird, richtig beginnt.
Zeugnisse für das Neue Bauen dieser Zeit ist der Adolf-von-Elm-Hof und die Zeilenbauten zwischen Hoppenstedt- und Eißendorfer Straße. 1937 wird Harburg-Wilhelmsburg, das vorher zur Provinz Hannover (bis 1866 Königreich Hannover) in Preußen gehörte, in die Hansestadt Hamburg eingegliedert und verliert ein Jahr später jegliche Selbständigkeit. Eißendorf ist seitdem ein Stadtteil im nach dem Zweiten Weltkrieg begründeten Bezirk Harburg.

### Einwohnerentwicklung
- 1885: ca. 800
- 1905: ca. 3000
- 2003: ca. 22.580
- 2023: 25.546[2]

### Statistik
(Quelle: )
- Anteil der unter 18-Jährigen: 17,6 % [Hamburger Durchschnitt: 16,8 % (2023)]
- Anteil der über 64-Jährigen: 19,2 % [Hamburger Durchschnitt: 17,8 % (2023)]
- Ausländeranteil: 24,2 % [Hamburger Durchschnitt: 20,7 % (2023)]
- Arbeitslosenquote: 5,7 % [Hamburger Durchschnitt: 6,2 % (2023)]

Das durchschnittliche Einkommen je Steuerpflichtigen beträgt in Eißendorf 39.906 Euro jährlich (2020), der Hamburger Gesamtdurchschnitt liegt bei 48.035 Euro.

### Religionen und Kirchen
Es gibt zwei evangelisch-lutherische Kirchen, die Apostelkirche im Hainholzweg und die Lutherkirche in der Straße Am Kirchenhang.
Am Lichtenauer Weg befindet sich die katholische Kirche St. Vinzenz, der eine Altenwohnanlage angegliedert ist.

## Politik
Für die Wahl zur Hamburgischen Bürgerschaft gehören die östlichen Gebiete Eißendorfs zum Wahlkreis Harburg. Der Westen Eißendorfs gehört zum Wahlkreis Süderelbe. Die Grenze verläuft dabei Richtung Süden über die Straßen: Weusthoffstraße, Friedhofstraße, Bremer Straße bis zur Landesgrenze. Die Bürgerschaftswahlen 2020, 2015, 2011, 2008, 2004, 2001, 1997 und 1993 führten zu folgenden Ergebnissen:
| Bürgerschaftswahl | SPD    | Grüne 1) | CDU    | Linke 2) | AfD    | FDP    | Übrige    |
| ----------------- | ------ | -------- | ------ | -------- | ------ | ------ | --------- |
| 2020              | 42,3 % | 19,2 %   | 11,4 % | 08,4 %   | 08,3 % | 04,3 % | 06,1 %    |
| 2015              | 49,0 % | 08,5 %   | 15,1 % | 07,8 %   | 08,6 % | 07,1 % | 03,9 %    |
| 2011              | 51,7 % | 07,2 %   | 22,2 % | 06,3 %   | –      | 06,0 % | 06,6 %    |
| 2008              | 34,3 % | 06,5 %   | 46,1 % | 06,3 %   | –      | 04,2 % | 02,6 %    |
| 2004              | 30,5 % | 07,4 %   | 51,4 % | –        | –      | 02,5 % | 08,3 %    |
| 2001              | 34,3 % | 05,6 %   | 27,3 % | 00,2 %   | –      | 04,6 % | 28,0 % 3) |
| 1997              | 42,0 % | 09,5 %   | 33,6 % | 00,2 %   | –      | 02,5 % | 12,2 % 4) |
| 1993              | 43,0 % | 09,2 %   | 27,5 % | –        | –      | 03,1 % | 17,2 % 5) |

Für die Bundestagswahl gehört Eißendorf zum Wahlkreis Hamburg-Bergedorf – Harburg. Bei den Bezirksversammlungswahlen bildet der Stadtteil den gleichnamigen Wahlkreis Eißendorf.

## Bildung

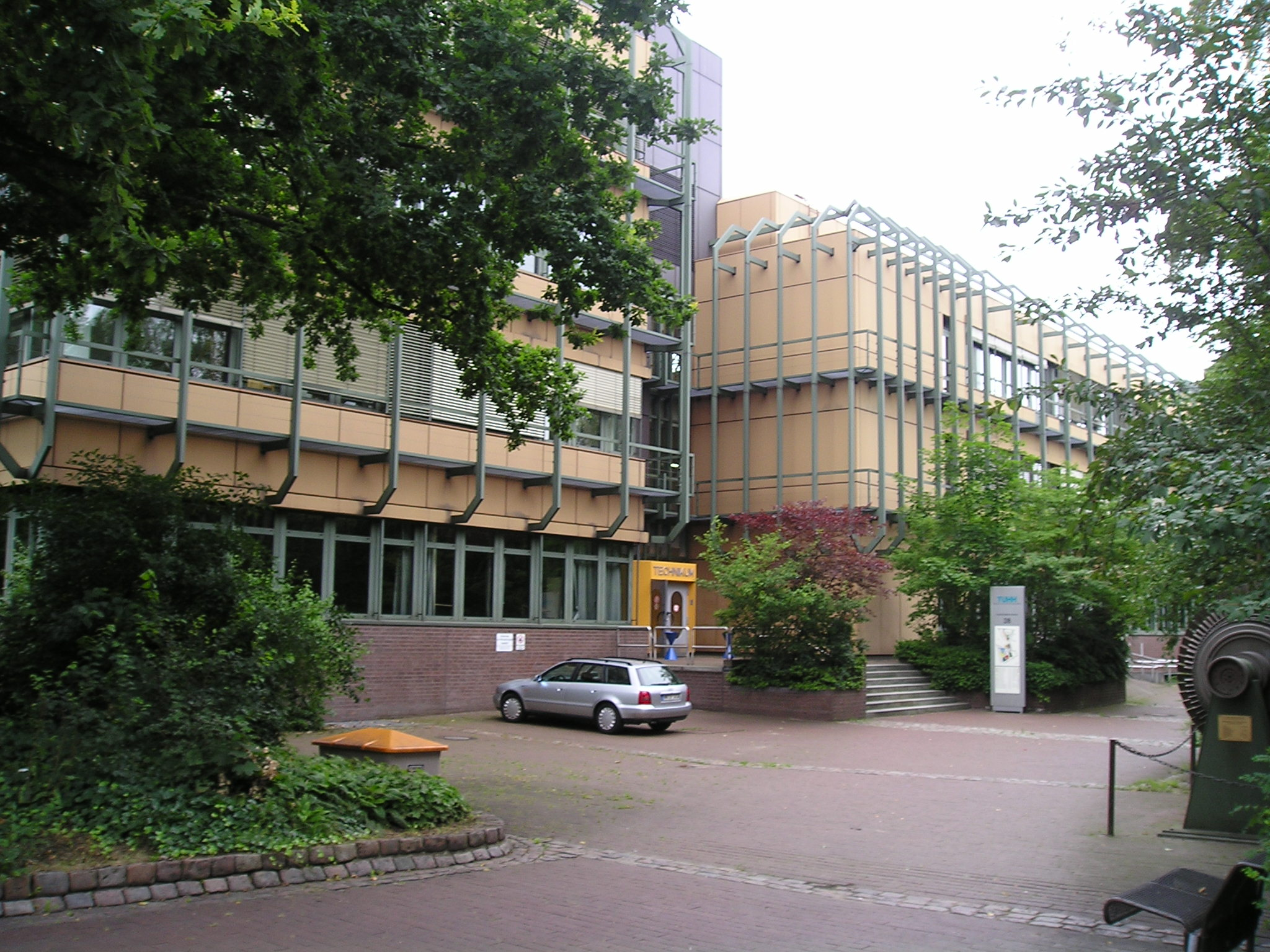
Technikum der TUHH

In Eißendorf befinden sich das Heisenberg-Gymnasium Hamburg, die Staatliche Handelsschule mit Wirtschaftsgymnasium (H 10) Harburg, die Elisabeth-Lange-Schule sowie die Schule In der Alten Forst. Außerdem liegt die Technische Universität Hamburg (TUHH) an der Eißendorfer Straße und grenzt mit ihrem Gelände im Stadtteil Harburg unmittelbar an Eißendorf.

## Kultur und Sehenswürdigkeiten
Der Hamburger Staatsforst Eißendorfer Forst ist ein hügeliges Naherholungsgebiet, dessen Reiz durch die nahe A 7 getrübt wird. Der nahe gelegene Eißendorfer Ortskern weist noch einige wenige historische Bauten auf, einige Gebäude stehen unter Denkmalschutz (siehe Liste der Kulturdenkmäler in Hamburg-Eißendorf).

## Regelmäßige Veranstaltungen
Einmal jährlich findet ein Vogelschießen statt, das durch den Eißendorfer Schützenverein von 1878 veranstaltet wird. Es beginnt am ersten Wochenende im Juni, Freitagabend mit einem Ummarsch durch Eißendorf und anschließendem Zapfenstreich im Göhlbachtal. Neben dem Vogelschießen veranstaltet der Eißendorfer Schützenverein v. 1878 am Vogelschießen von Samstag bis Montag noch ein Dorffest mit vielen kostenlosen Auftritten für die Einwohner von Harburg.

## Neuer Friedhof Harburg in Eißendorf

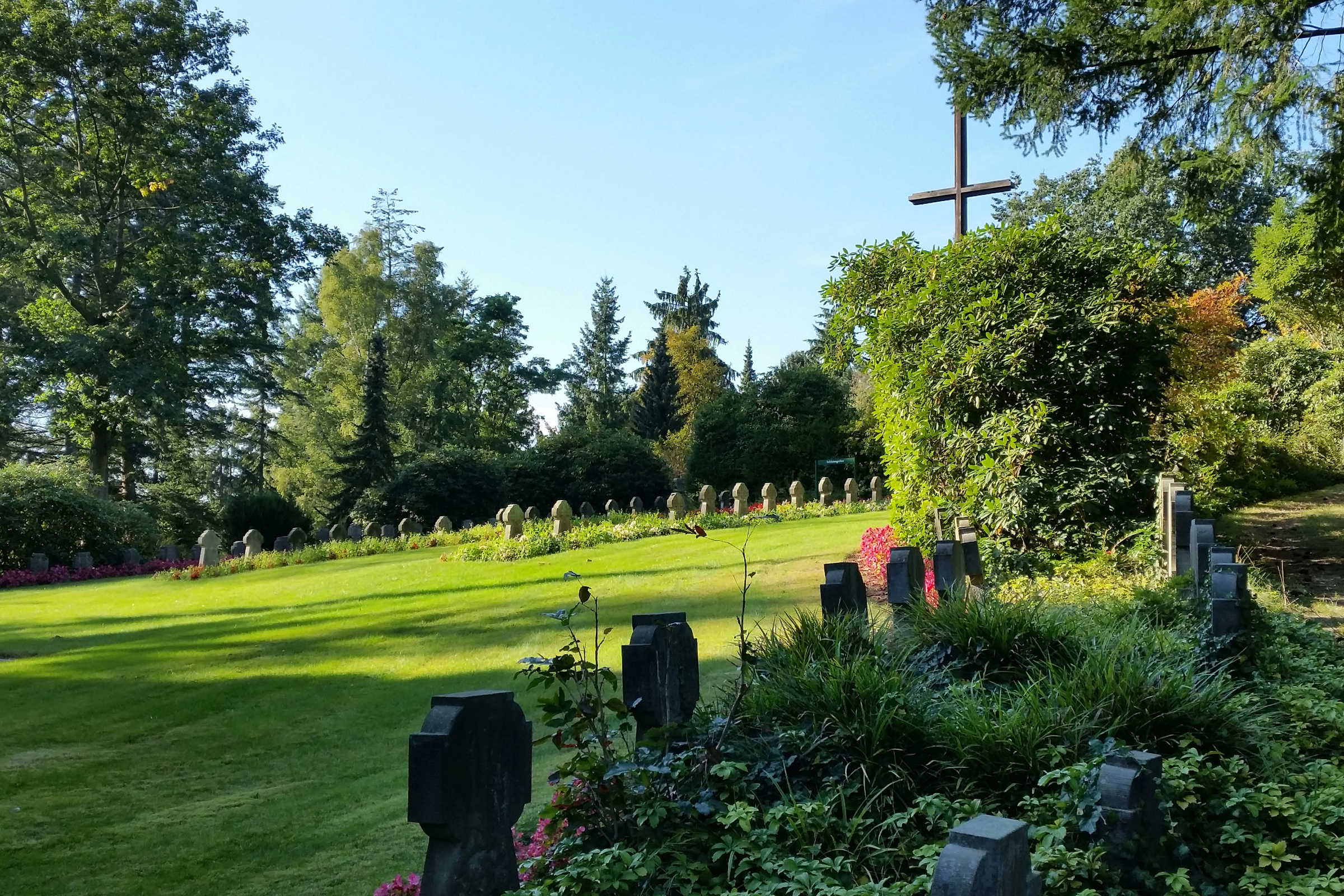
Kriegerdenkmal auf dem Eißendorfer Friedhof

Der Neue Friedhof Harburg, auch Eißendorfer Friedhof genannt, ist mit 32.000 Grabstätten auf 32 ha der größte zusammenhängende Friedhof Norddeutschlands in kirchlicher Trägerschaft. Von den Denkmälern und Grabsteinen des Harburger Hauptfriedhofs – an den östlichen Hängen des Göhlbachtals befindlich – lassen sich diverse Geschichten der Harburger Vergangenheit ablesen. Dort befinden sich auch Gräber von Soldaten des Ersten Weltkriegs aus den Lazaretten von Hamburg, von Soldaten des Zweiten Weltkriegs aus den Kampfhandlungen mit den vorrückenden britischen Truppen, von Bombenopfern aus der Zivilbevölkerung und den Zwangsarbeitern in Harburg. Ferner gibt es Gräber für die Opfer des Nationalsozialismus aus Belgien, Frankreich, Niederlande, Italien, Kroatien, Lettland, Polen, Rumänien, Russland, Slowakei, Spanien und der Tschechischen Republik sowie eine Kriegsgräberstätte polnischer Zwangsarbeiter.
Beigesetzt wurden hier unter anderem der Journalist Klaus Bednarz, der Heimatforscher Theodor Benecke und der Urologe Max Bressel.